# Concílio de Arles

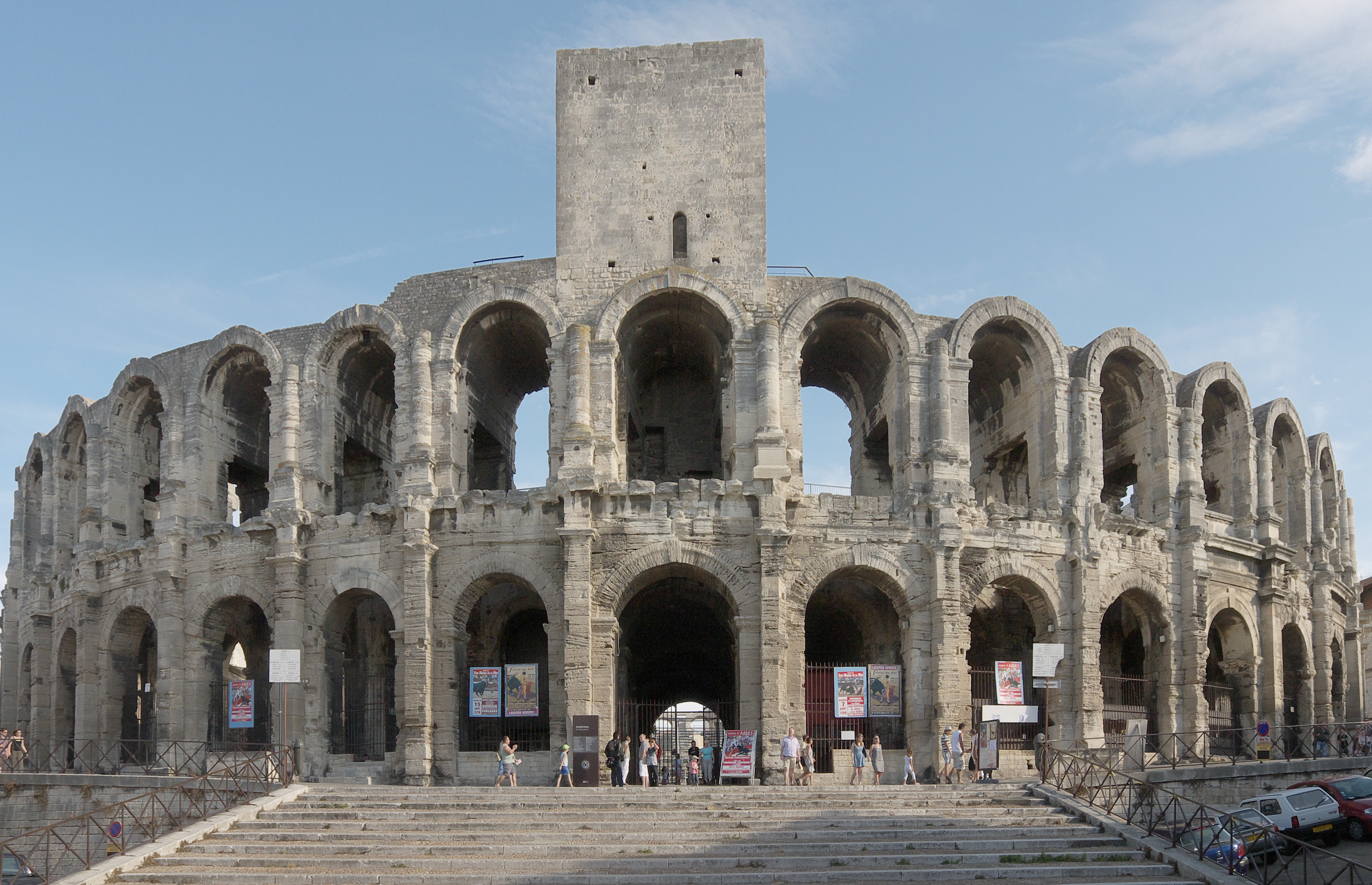
Anfiteatro romano em Arles

Arles (antiga Arelate), ao sul da Gália romana (moderna França) sediou diversos concílios regionais ou sínodos, conhecidos como Concilium Arelatense na história do Cristianismo primitivo. Estes concílios não representaram de forma universal a igreja e, por isso, não foram contados entre os Concílios Ecumênicos oficiais.

## I Concílio de Arles (314)
O primeiro concílio de Arles condenou formalmente a heresia do Donatismo. Ele começou como um apelo dos donatistas ao imperador Constantino, o Grande contra a decisão do Concílio de Roma, em 313, no Latrão, sob o Papa Milcíades. Esta foi a primeira vez que um apelo de uma facção cristã foi feita a um poder secular. E ele acabou de maneira desfavorável para os donatistas que acabaram se tornando inimigos de Roma. O Concílio de Arles foi primeiro convocado por Constantino e é um precursor do Primeiro Concílio de Niceia. Santo Agostinho chamou-o de concílio ecumênico.
O concílio excomungou Donato e promulgou vinte e duas cânones sobre a Páscoa (que deveria ser realizada no mesmo dia no mundo inteiro ao invés de ter sua data acertada localmente em cada igreja), da não-residência do clero, da participação em corridas e lutas de gladiadores (os que participassem seriam punidos com excomunhão), contra o rebatismo de heréticos e sobre outros assuntos disciplinares. Clérigos que comprovadamente tivessem entregado livros sagrados na perseguição de Diocleciano (os traditores) deveriam ser depostos, mas seus atos oficiais deveriam ser considerados como válidos.

## II Concílio de Arles (353)
Foi convocado para apoiar o Arianismo. Foi presidido pelos bispos arianos Saturnino de Arles, Ursácio de Singiduno (Belgrado) e Valente de Mursa. Ursácio e Valente apresentaram aos bispos presentes um projeto do Imperador, propondo a condenação de Atanásio de Alexandria. A proposta foi causa de espanto, fosse porque o documento havia sido previamente editado, fosse porque não foi dada oportunidade para discussão e nenhuma alternativa foi fornecida para assinatura.
Os dois legados papais, representando o Papa Libério sugeriram que deveria primeiro haver uma discussão teológica, e obtiveram como resposta que a única participação dos mesmos estava restrita à condenação de Atanásio. Estes, convencidos que foram, acabaram por rejeitar a comunhão com Atanásio de Alexandria e se recusaram a condenar Ário, ato este que recaiu pesadamente sobre o Papa Libério. Para arrematar Constâncio II emitiu um édito ameaçando cada bispo que não firmasse a sentença da condenação e exílio de Atanásio. As atas foram assinadas por todos os bispos presentes, com excepção de Paulino de Trier, que imediatamente após o concílio foi exilado para a Frígia, onde logo morreu.

## III Concílio de Arles (1234)
Contra os Albigenses (ou cátaros).

## IV Concílio de Arles (1263)
Condenou as doutrinas de Joaquim de Fiore, um monge e místico do século XII.